# فرانسیس مینیو
فرانسیس مینیو (فرانسوی: Francis Meynieu‎؛ زادهٔ ۹ ژانویهٔ ۱۹۵۳) بازیکن سابق فوتبال اهل فرانسه است.
از باشگاه‌هایی که در آن بازی کرده‌است می‌توان به باشگاه فوتبال بوردو اشاره کرد.
وی همچنین در تیم ملی فوتبال فرانسه بازی کرده‌است.